# Vams
En vams (fr. gambaison eller gambeson) var et klædningsstykke udstoppet med vat eller flere lag stof, som blev båret under brynjen. Ifølge franske statutter af 1323 skulle der mindst tre pund vat i. Vamse, der stadig var vatterede og stukne, blev i 1500-tallet et overklædningsstykke båret af militære som civile − mænd som kvinder.
Ordet vams bruges nu om et tykt varmt klædningsstykke.
| Vamse                                                              |
| - 1400-tallets vamse. - Vams under brystplade. - Bal hos Henrik 3. |